# فلاخ
فلاخ (به آلمانی: Pflach) یک منطقهٔ مسکونی در اتریش است که در ناحیه رویت واقع شده‌است. فلاخ ۱۳٫۸۴ کیلومتر مربع مساحت دارد ۸۴۰ متر بالاتر از سطح دریا واقع شده‌است.